# Дропстоун

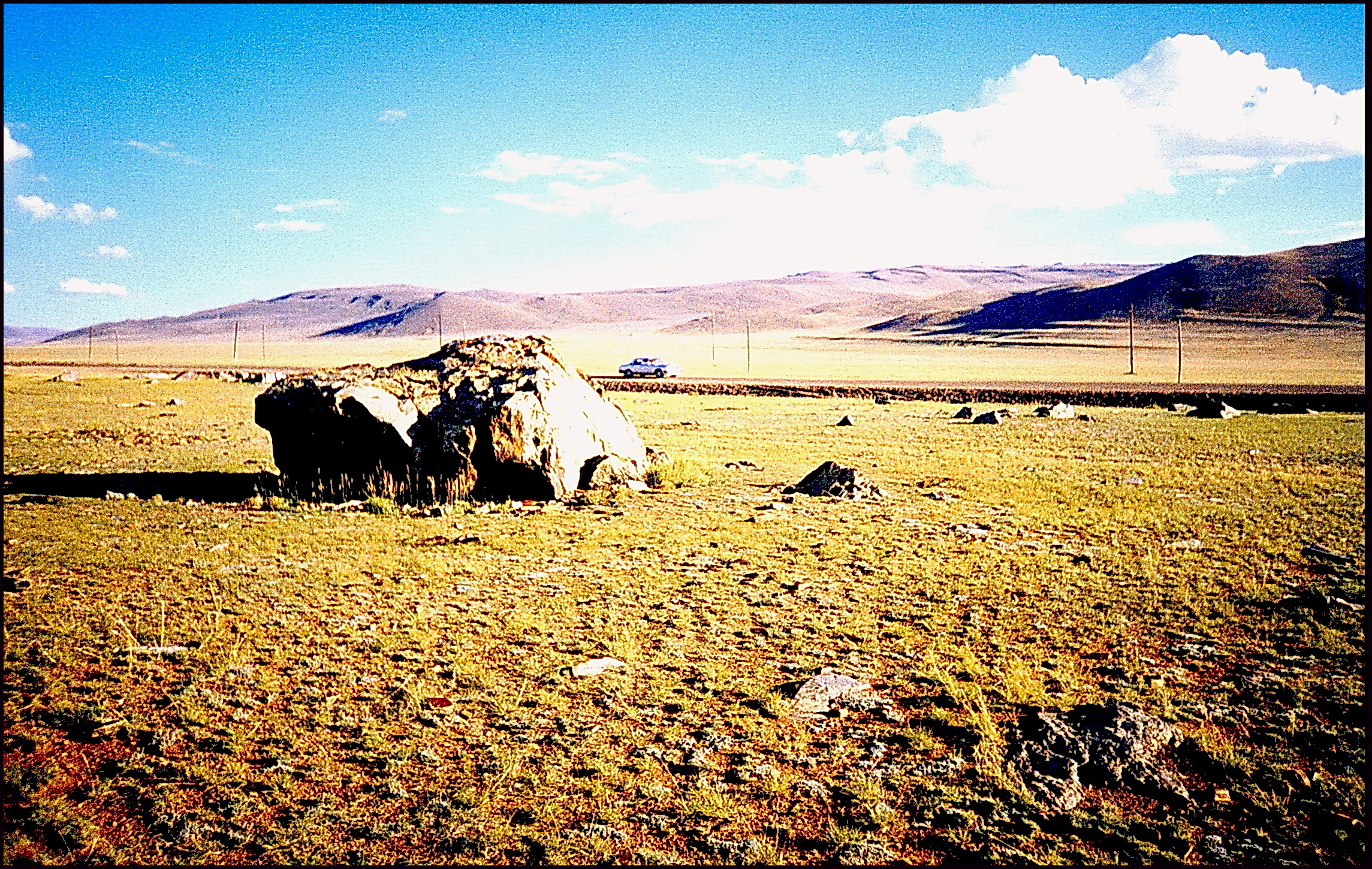
Поле дропстоунов на дне позднеплейстоценового Чуйского ледниково-подпрудного озера. Абс. выс. — более 2000 м. Абс. возраст — около 15 тыс. лет. На заднем плане на борту северной экспозиции Чуйской котловины отчётливо видны древние озёрные террасы. Горный Алтай.

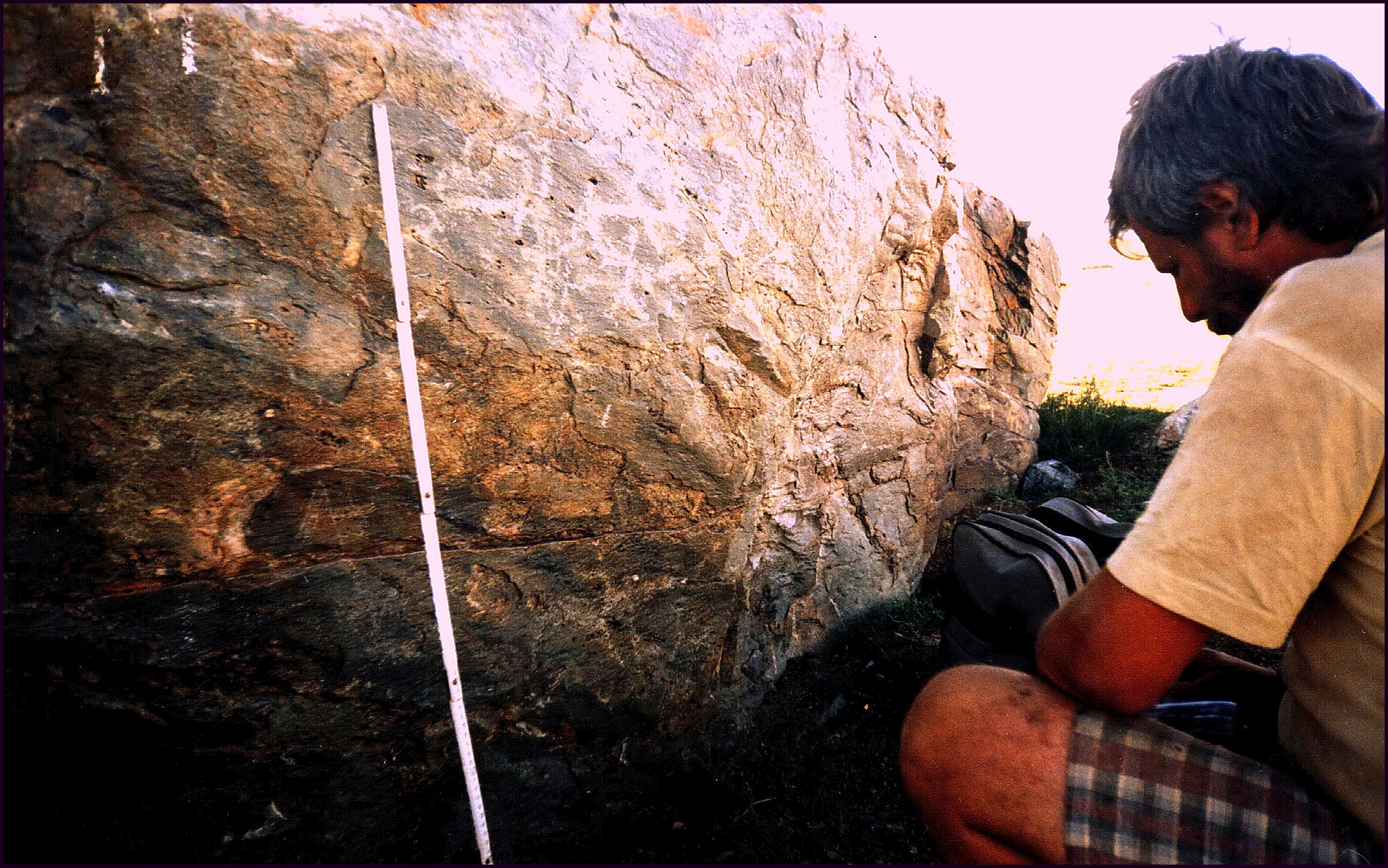
Профессор Эксетерского университета Тони Браун изучает дропстоун (Dropstone) на днище сброшенного Чуйского ледниково-подпрудного озера. ^{10}Ве-датировка показывает возраст принесённой палеоайсбергом глыбы около 15 тыс. лет.

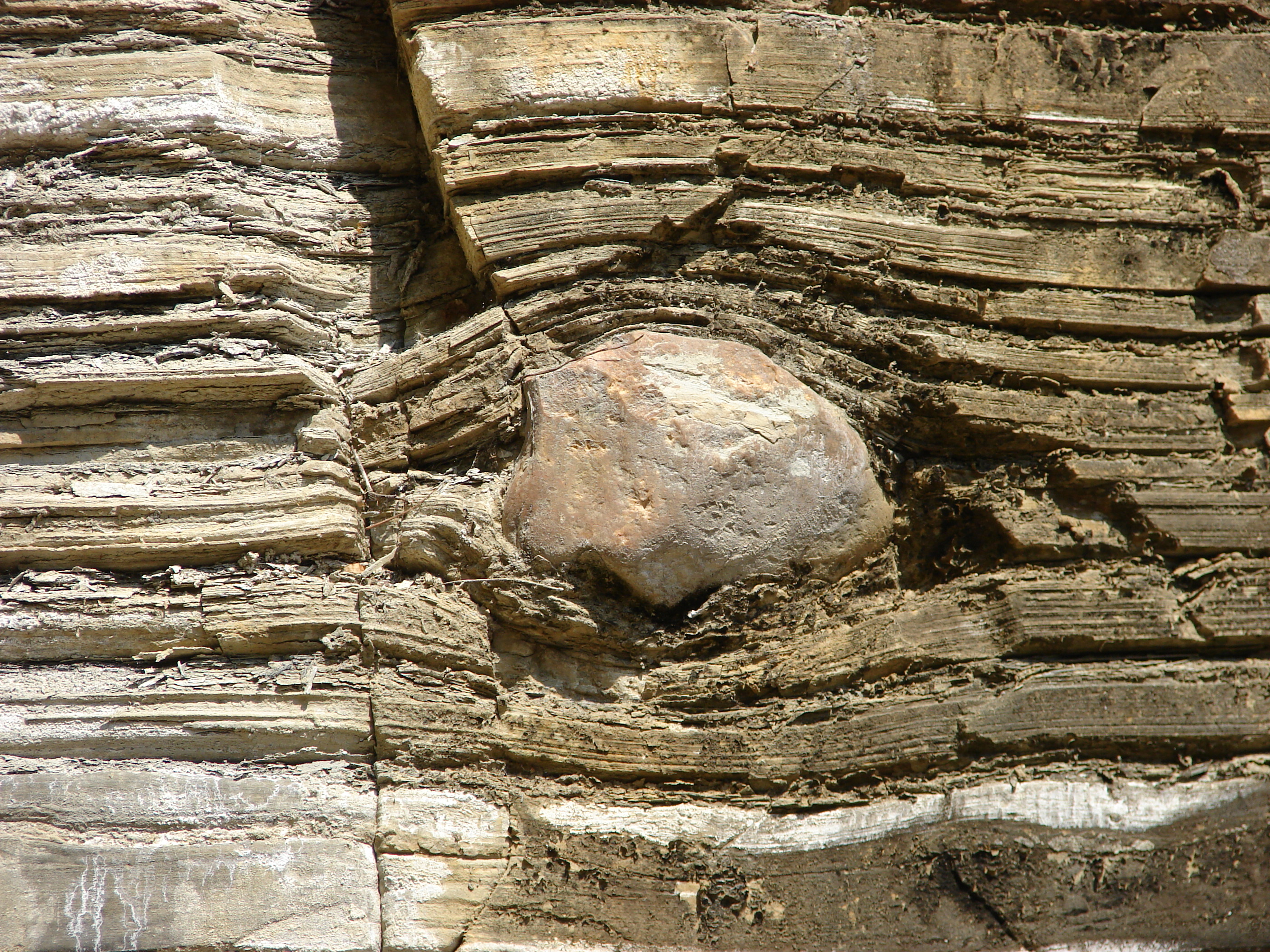
Кварцитовый небольшой (около 20 см в диаметре) ледниковый дропстоун в ленточноподобных илах. Хорошо видна облекающая обломок слоистость, а также слабая текстурная деформация на ложе дропстоуна. Itu, Бразилия, август 2007.

Дропстоун (дропстон) — слабо окатанный обломок горной породы часто крупных размеров, в несколько метров по длинным осям, а также более мелкие обломки, до гальки и гравия, выпавшие из тающего плавучего льда (айсберга) в тонкослоистые осадки дна океана, моря или озера. В последних — в частности, преимущественно горнокотловинных ледниково-подпрудных озёрах, дропстоуны выпадают в осадок в тех случаях, когда озеро в результате различных механизмов опорожняется, айсберг «садится» на дно (как правило — мелководье, или на мель). Нижележащие слои в результате выпадения в осадок дропстоуна могут механически деформироваться, а вышележащие слои, если водоём не осушился окончательно и в нём продолжается седиментация, плавно обтекают дропстоун. Дропстоуны относятся к водноледниковой эрратике, и их поверхность нередко сохраняет следы экзарации в виде заглаженностей, ледниковых шрамов и т. п.
Собственно дропстоуны, облекаемые морскими или озёрными тонкослоистыми осадками, являются продуктами рафтинга, а их включения, как показано на нижнем рисунке, — один из диагностических признаков ледниково-морских или озёрно-ледниковых отложений.

## Палеогеографическое значение дропстоунов
Обнаружение дропстоунов на дне ныне сухих межгорных котловин позволяет реконструировать в этих котловинах древние озёра. Определение петрографического состава этих глыб и их россыпей позволяет обнаружить источник их коренного местонахождения, а по расстоянию и азимуту — восстановить розу преобладающих ветров в озёрное время. Наконец, определение новейшими изотопными методами абсолютного возраста поверхности крупных дропстоунов, а также вычисление превышения их скоплений относительно днища древнего озера позволяет выяснить возраст приледниковых озер и их размеры. Такую работу для Чуйского ледниково-подпрудного озера на Алтае в начале XXI века провели две международные группы, получившие, независимо друг от друга, сходные результаты
Г. Г. Русанов проанализировал также все высотные отметки местонахождений дропстоунов в этой, а также в других крупных котловинах Алтая, уточнил абсолютные высоты всех обнаруженных озёрных террас и озёрных отложений и, таким образом, корректно установил площади и объёмы ледниково-подпрудных озер.